# Alain Casanova
Pour les articles homonymes, voir Casanova (homonymie).
Alain Casanova, né le 18 septembre 1961 à Clermont-Ferrand, est un footballeur franco-espagnol reconverti entraîneur.

## Biographie
Gardien de haut niveau, il participe à près de 200 matchs de L1. Il est successivement joueur à l'INF Vichy, au Le Havre AC, à l'Olympique de Marseille (il était notamment gardien remplaçant lors de la finale perdue de Ligue des Champions en 1991), et au Toulouse Football Club. Il arrête sa carrière de joueur en 1995 et rentre alors dans le staff du Toulouse Football Club.
Il reste aux côtés de Rolland Courbis, Alain Giresse, Guy Lacombe en tant qu'entraîneur des gardiens puis aux côtés d'Erick Mombaerts et Élie Baup en tant qu'entraîneur adjoint. Il passe ses diplômes pour devenir entraîneur et obtient en mai 2006 le diplôme d'entraîneur professionnel de football (DEPF).

### Entraîneur du Toulouse FC (2008-2015)

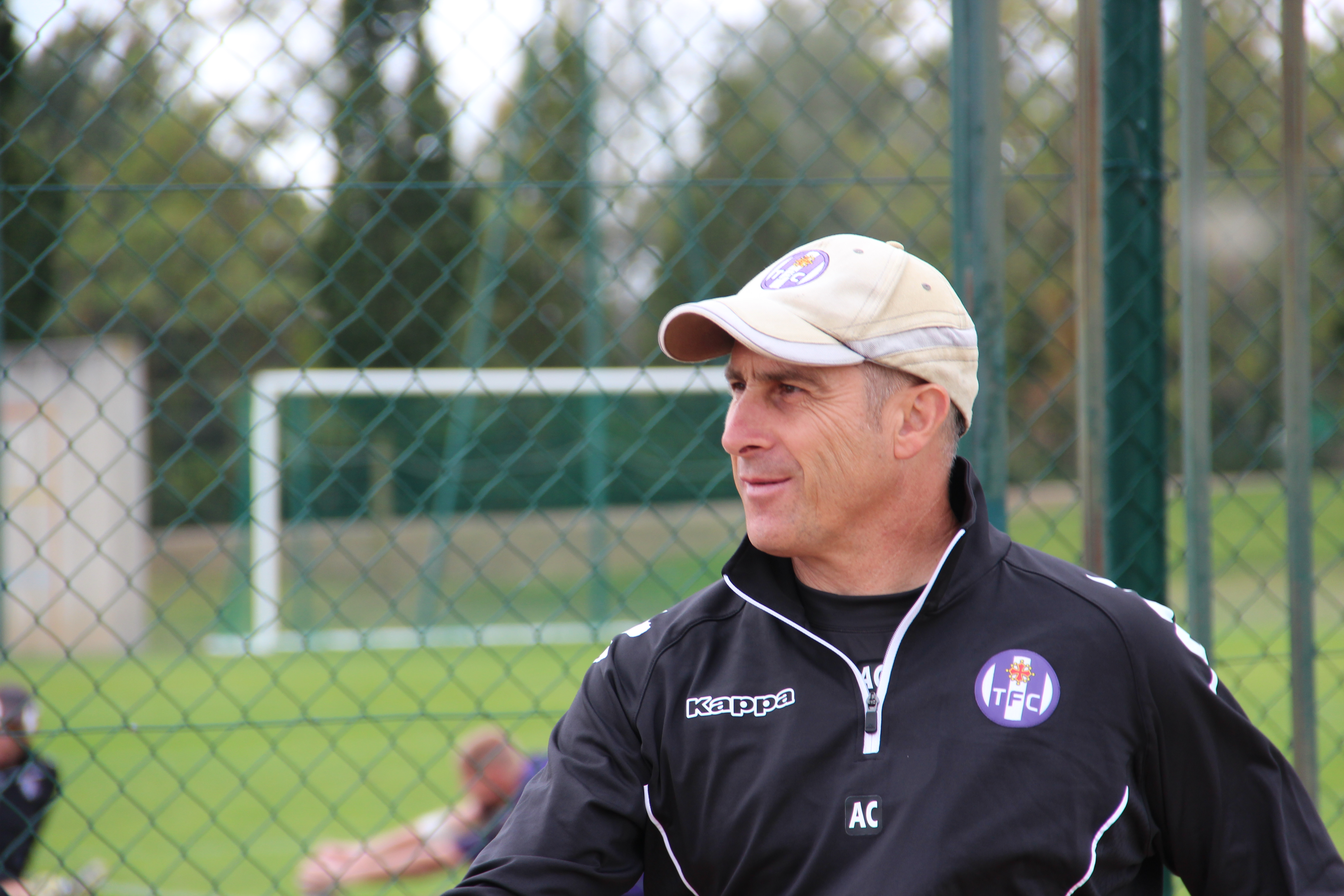

Le 30 mai 2008, il est nommé entraîneur du Toulouse FC en lieu et place d'Élie Baup.
Pour sa première saison sur le banc toulousain, il relance André-Pierre Gignac qui sortait d'une saison difficile ainsi que Cédric Carrasso en provenance de Marseille. Lors de cette saison, l'équipe termine à la quatrième place de la Ligue 1 et se qualifie ainsi pour la Ligue Europa. Le système de jeu qu'il met en place se base sur une défense solide et c'est ainsi que le Toulouse Football Club termina la saison meilleure défense avec seulement 27 buts encaissés.
Lors de la 35e journée de la saison saison 2012-2013, et alors que le TFC n'a plus gagné à domicile depuis la 21e journée, Alain Casanova prépare la saison suivante et surprend les observateurs en changent son schéma tactique : il passe du 4-5-1 réputé peu offensif et centré sur Étienne Capoue (alors sur le départ) par un 3-5-2 inédit et offensif. Ce changement se traduira par 3 victoires sur les 4 derniers matchs de la saison et le nouveau système deviendra le système de base pour les saisons à venir.
Après que Christian Gourcuff a quitté son poste d’entraîneur du FC Lorient à la fin de la saison 2013-2014, Alain Casanova devient l’entraîneur en poste en L1 à la plus longue longévité. Il est néanmoins limogé le 16 mars 2015 à la suite de mauvais résultats qui placent Toulouse en position de relégable. Il fut ensuite remplacé par Dominique Arribagé, qui permit à son club de se maintenir en ligue 1 malgré le retard de trois points sur le 17e.

### Entraîneur du RC Lens (2016-2017)
Le 13 juin 2016, lors d'une conférence de presse donnée à la Gaillette, il devient le nouvel entraîneur du RC Lens. Le nouvel entraîneur lensois vient accompagné de ses adjoints, Thierry Uvenard et Jonathan Alves, ainsi qu'un préparateur physique, Denis Valour. Il aura pour objectif de reconstruire l'effectif lensois et de viser la montée en Ligue 1 cette saison, ou la prochaine. Il signe un contrat de deux ans plus une année en option.
Pour son premier match de Ligue 2, son équipe n'arrive pas à l'emporter face à une solide équipe de Niort (0-0). Son équipe s'impose ensuite en coupe de la ligue (3-0) contre l'AC Ajaccio. Après dix huit journées de championnat de ligue 2, Lens possède vingt-neuf points et présente pour bilan sept victoires, huit nuls et trois défaites. Lors de la dernière journée de la ligue 2 le club échoue au pied podium à la quatrième place. Alain Casanova déclare que « c'est un échec personnel ». Pour sa première année en tant qu'entraîneur au Racing club de Lens il finit la saison avec un total de 22 victoires toutes compétitions confondues, 11 défaites et 11 matchs nuls.
Lors de la saison 2017-2018, Lens perd ses quatre premiers matchs. À la suite de cette quatrième défaite, Casanova est suspendu par le club « faute de résultats », en attendant un licenciement à venir. Il est remplacé par Éric Sikora.

### Retour au Toulouse FC (2018-2019)
Le 20 juin 2018, il est nommé entraîneur du Toulouse FC, trois ans après l'avoir quitté. Le club a terminé la saison précédente à la 18e place et n'est parvenu à rester en Ligue 1 qu'en passant par un barrage de relégation.
Alain Casanova quitte ses fonctions d'entraîneur le 10 octobre 2019 à la suite des mauvais résultats du début de sa deuxième saison en laissant le club 18e et barragiste avec 9 points en 9 matchs. Ce dernier estimant ne plus pouvoir exercer son travail dans de bonnes conditions, faisant référence aux nombreuses critiques, voire de menaces de mort, de la part de supporters depuis le début de la saison, accentuées après la défaite à domicile dans le derby de la Garonne (1-3). L'intérim est confié à Denis Zanko, directeur du centre de formation.

### FC Lausanne-Sport (2022)
Le 3 février 2022, il est nommé entraîneur du FC Lausanne-Sport.
Relégué, il quitte le Club à l'issue de la saison,.

### Vie privée
Alain Casanova a la double nationalité française et espagnole. Sa femme Pilar (psychologue réputée de Toulouse) est née à Oropesa del Rey, dans la Communauté de Madrid le 8 octobre 1963.
Il a passé son enfance à Cournon d'Auvergne à quelques kilomètres de Clermont-Ferrand (sa ville natale).
C'est son cousin qui lui a donné envie d'être gardien de but.

## Palmarès
- avec Le Havre AC
  - Champion de France de Division 2 en 1985

- avec l'Olympique de Marseille
  - Finaliste de la Coupe d'Europe des Clubs Champions en 1991

## Statistiques

### Joueur
| Saison                | Club                   | Championnat           | Championnat | Championnat | Coupe nationale | Coupe nationale | Coupe de la Ligue | Coupe de la Ligue | Play-offs | Play-offs | Total | Total |
| Saison                | Club                   | Division              | M.          | B.          | M.              | B.              | M.                | B.                | M.        | B.        | M.    | B.    |
| 1982-1983             | Le Havre AC            | Division 2            | 6           | 0           | 3               | 0               | -                 | -                 | -         | -         | 9     | 0     |
| 1983-1984             | Le Havre AC            | Division 2            | 3           | 0           | 3               | 0               | -                 | -                 | -         | -         | 6     | 0     |
| 1984-1985             | Le Havre AC            | Division 2            | 32          | 0           | 3               | 0               | -                 | -                 | 2         | 0         | 37    | 0     |
| 1985-1986             | Le Havre AC            | Division 1            | 38          | 0           | 3               | 0               | -                 | -                 | -         | -         | 41    | 0     |
| 1986-1987             | Le Havre AC            | Division 1            | 38          | 0           | 1               | 0               | -                 | -                 | -         | -         | 39    | 0     |
| 1987-1988             | Le Havre AC            | Division 1            | 38          | 0           | 5               | 0               | -                 | -                 | -         | -         | 43    | 0     |
| 1988-1989             | Le Havre AC            | Division 2            | 34          | 0           | -               | -               | -                 | -                 | 1         | 0         | 35    | 0     |
| 1989-1990             | Le Havre AC            | Division 2            | 31          | 0           | 1               | 0               | -                 | -                 | -         | -         | 32    | 0     |
| Sous-total            | Sous-total             | Sous-total            | 220         | 0           | 19              | 0               | -                 | -                 | 3         | 0         | 242   | 0     |
| 1990-1991             | Olympique de Marseille | Division 1            | -           | -           | -               | -               | -                 | -                 | -         | -         | 0     | 0     |
| 1991-1992             | Olympique de Marseille | Division 1            | -           | -           | -               | -               | -                 | -                 | -         | -         | 0     | 0     |
| Sous-total            | Sous-total             | Sous-total            | -           | -           | -               | -               | -                 | -                 | -         | -         | 0     | 0     |
| 1992-1993             | Toulouse FC            | Division 1            | 28          | 0           | 4               | 0               | -                 | -                 | -         | -         | 32    | 0     |
| 1993-1994             | Toulouse FC            | Division 1            | 38          | 0           | 2               | 0               | -                 | -                 | -         | -         | 40    | 0     |
| 1994-1995             | Toulouse FC            | Division 2            | -           | -           | -               | -               | 4                 | 0                 | -         | -         | 4     | 0     |
| Sous-total            | Sous-total             | Sous-total            | 66          | 0           | 6               | 0               | 4                 | 0                 | -         | -         | 76    | 0     |
| Total sur la carrière | Total sur la carrière  | Total sur la carrière | 286         | 0           | 25              | 0               | 4                 | 0                 | 3         | 0         | 318   | 0     |

### Entraîneur
| Toulouse FC       | 30 mai 2008    | 16 mars 2015    | 298 | 108 | 80  | 110 | 323 | 324 | -1  | 36,24 | 26,85 | 36,91 |
| RC Lens           | 13 juin 2016   | 20 août 2017    | 49  | 23  | 11  | 15  | 76  | 53  | +23 | 46,94 | 22,45 | 30,61 |
| Toulouse FC       | 25 juin 2018   | 10 octobre 2019 | 48  | 11  | 16  | 21  | 48  | 74  | -26 | 22,92 | 33,33 | 43,75 |
| FC Lausanne-Sport | 3 février 2022 | 22 mai 2022     | 18  | 2   | 4   | 12  | 18  | 35  | -17 | 11,11 | 22,22 | 66,67 |
| TOTAL             | TOTAL          | TOTAL           | 413 | 144 | 111 | 158 | 465 | 486 | -21 | 34,87 | 26,88 | 38,26 |